# Aéroport d'Al Wajh
L'aéroport domestique d'Al Wajh est un des aéroports de la province de Tabuk, au bord de la Mer Rouge, au nord ouest de l'Arabie saoudite

## Situation
| Neom Dammam Djeddah Riyadh Médine Al-Hofuf Yanbu Buraidah Abha Al Bahah Haïl Tabuk Ta'if Al-Jawf Al Wajh Arar Bisha Dawadmi Gurayat Najran Qaisumah Rafha Sharurah Al-`Ula Turaif Wadi al-Dawasir |

## Compagnies et destinations
| Compagnies | Destinations                              |
| ---------- | ----------------------------------------- |
| Saudia     | Djeddah - Roi-Abdelaziz, Riyad-roi Khaled |

Édité le 16/05/2020

## Statistiques
Pour des raisons techniques, il est temporairement impossible d'afficher le graphique qui aurait dû être présenté ici.

Voir la requête brute et les sources sur Wikidata.